# Witold Podgórski
Witold Marcin Podgórski pseud.: Witold Kowalski, Weterynarz (ur. 25 marca 1915 w Lublinie, zm. 7 grudnia 1992 w Wyszkowie) – polski lekarz weterynarii, działacz społeczny i niepodległościowy, żołnierz Gwardii Ludowej, funkcjonariusz Milicji Obywatelskiej, współpracownik opozycji demokratycznej w PRL.

## Życiorys

### Przed II wojną światową
Uczęszczał do Gimnazjum Wojciecha Górskiego w Warszawie, następnie Gimnazjum im. Adama Mickiewicza, skąd został przeniesiony w 1934 roku do Gimnazjum im. Stefana Żeromskiego w Warszawie. W szkole tej nawiązał kontakt z istniejącą tam komórką Komunistycznego Związku Młodzieży Polski (KZMP), gdzie przeszedł kurs polityczny, pełnił funkcję technika i był jednym z organizatorów placówki KZMP w tej szkole, o nazwie „Rewolucyjny Związek Młodzieży Szkolnej”. W 1936 roku został aresztowany 30 kwietnia za wieszanie transparentu 1-majowego. 2 tygodnie przebywał w areszcie przy ul. Daniłowiczowskiej, po zwolnieniu z braku dowodów otrzymał 3-miesięczny dozór policyjny.
W 1937 roku zdał maturę w Szkole im. Ziemi Mazowieckiej i dostał się na Wydział Weterynaryjny Uniwersytetu Józefa Piłsudskiego. Na uczelni należał do Związku Niezależnej Młodzieży Socjalistycznej „Życie”, a po jej rozwiązaniu w maju 1938 roku – do Klubu Demokratycznego.

### II wojna światowa
We wrześniu 1939 roku po klęsce Warszawy został ewakuowany z rodziną do Lublina, gdzie pracował przez kilka miesięcy jako robotnik w cukierni. W 1940 roku powrócił do Warszawy i pracował jako weterynarz w Lecznicy Zwierząt przy Krakowskim Przedmieściu 41. Na skutek denuncjacji w 1940 roku gestapo próbowało go aresztować w domu jego rodziców przy ul. Powsińskiej, jednak nie zastawszy go, aresztowało jego matkę Annę Podgórską, która spędziła kilka miesięcy na Pawiaku.
Podgórski zmienił nazwisko na Kowalski, posługiwał się nim do końca wojny. Cały czas uczył się na tajnych kompletach, udało mu się ukończyć 4. rok weterynarii. Pracował do 1942 roku w Lecznicy Zwierząt, po czym otworzył warsztat wulkanizacyjny przy ul. Nowogrodzkiej 27 w Warszawie. W tym czasie (pod koniec 1942 roku) wstąpił do Gwardii Ludowej. Pod pozorem działalności wulkanizacyjnej jego warsztat stał się miejscem spotkań wywiadu GL, przechowywania prasy i materiałów wybuchowych oraz archiwum dokumentów. Pracował w oddziale informacji Gwardii Ludowej (wydział polityczny), z ramienia wywiadu Polskiej Partii Robotniczej był szeregowym w Armii Krajowej.
W lokalu przy ul. Nowogrodzkiej produkowano również fałszywe dokumenty dla Żydów. Rola Podgórskiego polegała na dostarczaniu dokumentów i przeprowadzaniu Żydów z getta na polską stronę.
W marcu 1944 roku gestapo zdekonspirowało lokal przy ul. Nowogrodzkiej. Podgórskiemu w czasie przeszukania i aresztowań udało się zbiec, jednak po 2 tygodniach został przypadkowo aresztowany przez niemiecką żandarmerię przy ul. Ignacego Skorupki i przewieziony do więzienia gestapo w alei Szucha, później na Pawiak (gdzie spędził 1 miesiąc), wreszcie do obozu pracy policji bezpieczeństwa przy ul. Litewskiej 14 w Warszawie (gdzie pracował przez 2 miesiące). W czasie dochodzeń nie odkryto jego prawdziwego nazwiska. Został skierowany na roboty przymusowe do Niemiec. Za pieniądze rodziny i Armii Ludowej (albo PPR) został wykupiony z transportu. W czerwcu 1944 roku wrócił do domu na Grochowie w Warszawie, gdzie przebywał do października tego roku.

### Po II wojnie światowej
10 października 1944 roku wstąpił do Polskiej Partii Robotniczej (później PZPR) i Milicji Obywatelskiej, gdzie pełnił obowiązki sekretarza (szefa) kancelarii ogólnej warszawskiej komendy miejskiej i wojewódzkiej MO. Od 20 grudnia 1944 roku pracował jako oficer śledczy do spraw politycznych, będąc zastępcą ppor. Józefa Światły. Po odejściu Światły w maju 1945 roku do Urzędu Bezpieczeństwa Publicznego awansował do funkcji dowódcy operacyjnego Komendy MO województwa warszawskiego. Uczestniczył w „walce z bandami i reakcyjnym podziemiem”. Zaplątany w metody pracy Światły i MO, od 1945 roku próbował odejść ze służby. 9 marca 1946 roku został (po wielokrotnych prośbach) przeniesiony do Wrocławia. Motywował to tym, że we Wrocławiu otwarto wydział weterynaryjny na tamtejszym uniwersytecie. We Wrocławiu pełnił funkcję zastępcy szefa wydziału śledczego (kryminalnego). Znów wielokrotnie występował o zwolnienie ze służby. Z dniem 31 stycznia 1948 roku został przeniesiony do dyspozycji szefa wydziału personalnego KG MO jako nienadający się do pracy w wydziale śledczym. Jego starania o zwolnienie zakończyły się kilkumiesięcznym aresztem w 1948 roku.
W 1950 roku ukończył studia na Wydziale Medycyny Weterynaryjnej Uniwersytetu Wrocławskiego. W okresie 1948–1951 pracował w Urzędzie Wojewódzkim we Wrocławiu, później jako lekarz weterynarii w Powiatowym Zakładzie Leczniczym w Trzebini (1951–1953) i we wrocławskiej delegaturze Ministerstwa Przemysłu Mięsnego i Mleczarskiego (1953–1954), a w latach 1954–1955 jako główny inspektor w tym resorcie. Następnie jako dyrektor w Państwowym Zakładzie Przemysłu Bioweterynaryjnego w Gorzowie Wielkopolskim (1955–1958), jako powiatowy lekarz weterynarii przy prezydencie Rady Narodowej w Świdnicy. Od 1963 roku pracował w Państwowej Lecznicy dla Zwierząt w Trzebnicy jako lekarz weterynarii. Również jako lekarz weterynarii pracował w spółdzielni „Zgoda” w Wałbrzychu. W 1978 roku przeszedł na emeryturę.
W latach 80. udostępnił piwnicę swojego domu na Biskupinie we Wrocławiu na drukarnię Solidarności Walczącej.

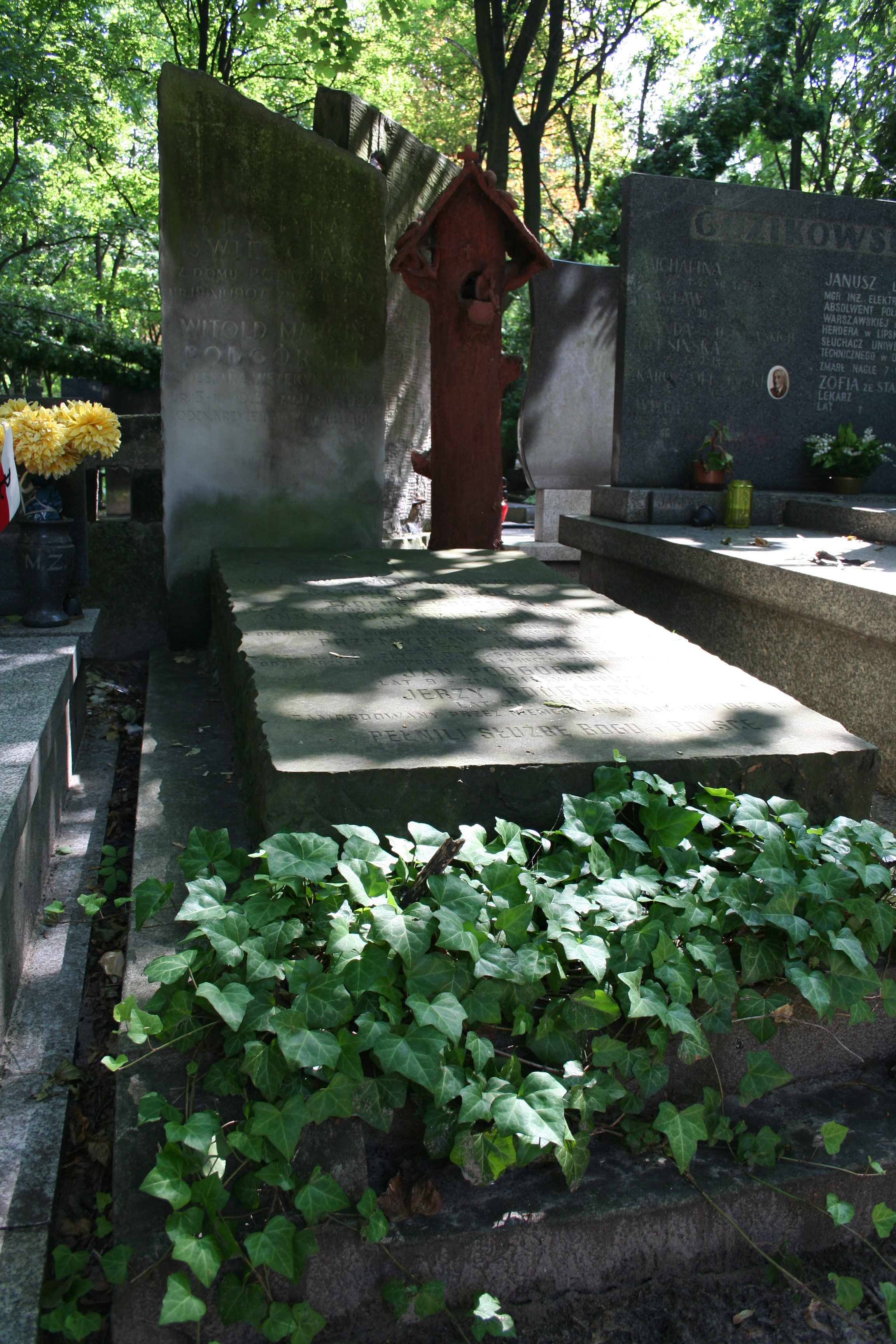
Grób Witolda Podgórskiego na warszawskim cmentarzu Powązkowskim

## Awanse
- podporucznik MO – 3 maja 1945 roku, mianowany rozkazem nominacyjnym nr 12 Ministra Bezpieczeństwa Publicznego
- porucznik MO – 1 października 1945 roku
- kapitan MON – 16 grudnia 1949 roku

## Odznaczenia
- Krzyż Srebrny Orderu Virtuti Militari – odznaczony rozkazem nr 630 Dowódcy Wojsk Polskich z dnia 3 sierpnia 1945 roku
- Srebrny Krzyż Zasługi – odznaczony przez KRN 4 października 1946 roku[3]

## Życie rodzinne
Witold Podgórski był synem działaczy niepodległościowych Przemysława Podgórskiego i Anny Podgórskiej oraz bratem m.in. Marii Piskorskiej (żony Tomasza Piskorskiego, który został zamordowany w Charkowie). Był dwukrotnie żonaty: ożenił się z Haliną Ciemniewską, następnie z Danutą Cichocką, z którą miał dwie córki: Magdalenę i Klarę.
Został pochowany w rodzinnym grobowcu na cmentarzu Powązkowskim w Warszawie (kwatera 195-II-8).